# Edvard Westermarck
Edvard Aleksander Westermarck (ur. 20 listopada 1862 w Helsinkach, zm. 3 września 1939 w Lapinlahti)  – fiński socjolog i etnolog szwedzkiego pochodzenia.

## Życiorys
Urodził się w rodzinie bogatych przedstawicieli szwedzkojęzycznej mniejszości w Finlandii, ówcześnie wchodzącej w skład podległego Rosji Wielkiego Księstwa Finlandii. Jego dziadek ze strony matki był bibliotekarzem na Uniwersytecie w Helsinkach, zaś ojciec pracował na tej uczelni jako kwestor uniwersytecki. W 1881 skończył szwedzkie liceum, później studiował na Uniwersytecie w Helsinkach, gdzie w 1890 obronił rozprawę doktorską, po czym 1890–1906 wykładał socjologię na tym uniwersytecie. W latach 1906–1918 był profesorem filozofii moralnej na Uniwersytecie w Londynie, a 1907–1930 profesorem socjologii na Uniwersytecie w Londynie. Prowadził studia nad rozwojem małżeństwa i rodziny i badania z zakresu socjologii moralności, a także badania terenowe w Maroku. Był zwolennikiem koncepcji względności etycznej.

## Prace
Autor prac: The History of Human Marriage (1891), dwutomowego The Origin and Development of the Moral Ideas (1906–1908), Ethical Relativity (1932).
W dziele The History of Human Marriage zostały podważone koncepcje teoretyczne ewolucjonistów, w tym przede wszystkim teoria bezładu płciowego i małżeństwa grupowego. Wbrew teoriom ewolucjonistów Westermarck dowodził, dając liczne przykłady z różnych czasów i kultur, że od początków dziejów ludzkości rodzina stanowiła związek pojedynczej pary; u źródeł tego jest wrodzona mężczyznom zazdrość, potrzeba posiadania i wyłączności.